# Carena del Castelló
La Carena del Castelló és una serra situada al municipi de Castellar del Vallès a la comarca del Vallès Occidental, amb una elevació màxima de 579 metres.